# Palazzo Terni de' Gregorj
Il palazzo Terni de' Gregorj, già Bondenti Porta Puglia, è una dimora storica privata di Crema.

## Storia
Sopra un'area occupata precedentemente da modeste abitazioni e da una dimora appartenuta ai conti Premoli, il conte Nicolò Maria Bondenti fece erigere a partire dall'anno 1698 un palazzo per il proprio casato, commissionando il progetto all'architetto piacentino Giuseppe Cozzi.

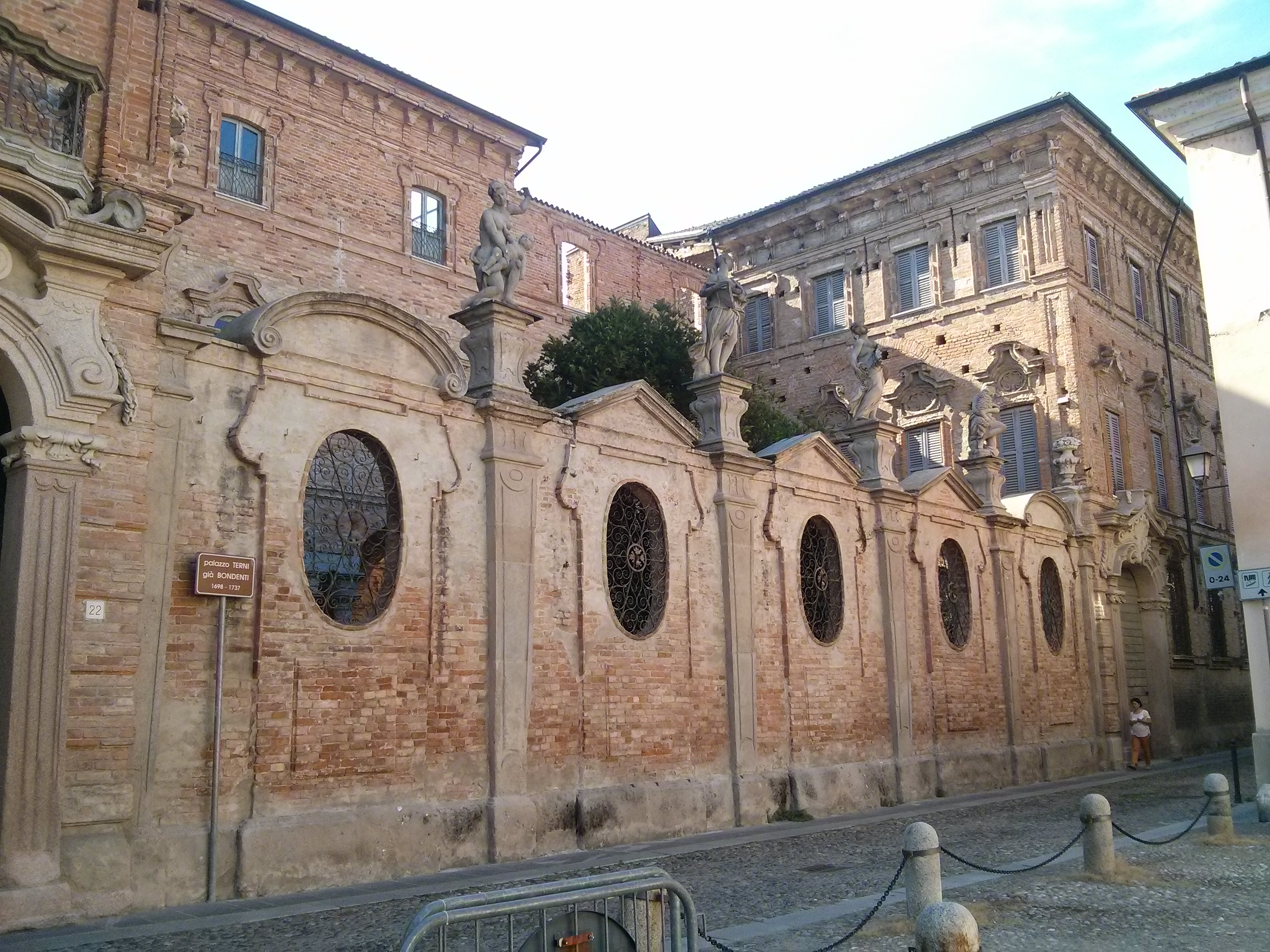
Scorcio lungo via Dante Alighieri

Secondo il Benvenuti la famiglia Bondenti deriverebbe da un Bono Denti da cui avrebbe avuto principio il susseguente cognome: si trattava di una famiglia di mercanti che nel 1652 furono resi nobili ammettendo Giacomo nel "Gran Consiglio" e acquistando successivamente, nel 1682, il titolo di Conte di Meduna dalla Serenissima Repubblica di Venezia, procurandosi qualche disprezzo tra i nobili di più antica data. 
I lavori di costruzione proseguirono lentamente, per quanto nel 1709 il Bondenti risulta già ivi risiedente;  da uno scritto del padre agostiniano Bernardo Nicola Zucchi si viene a sapere che le quattro statue sul muro verso la «Strada di Sant'Agostino», l'odierna via Dante Alighieri, furono collocate nel 1716. Il testamento del 1721 cita i lavori da proseguire, che continuarono fino al 1737 quando furono definitivamente abbandonati.

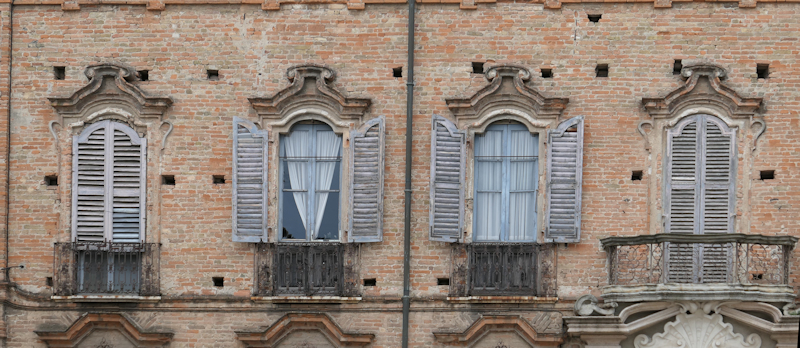
Particolare delle finestre del primo piano

I Bondenti detennero il palazzo fino all'anno 1810 quando alla morte di Luigi il casato si estinse. L'eredità passò quindi al conte piacentino Luigi Porta Puglia che decise di trasferirsi a Crema aggiungendo il cognome Bondenti a quello del proprio casato.. Dopo mezzo secolo, non essendoci figli maschi, la famiglia si estinse e per via ereditaria femminile pervenne alla famiglia Terni de' Gregorj, una tra le più antiche della città di Crema, quando il 16 giugno 1873 il nobile Sforza sposò Maria Porta Puglia.

### Visite illustri
Il 19 settembre 1859 transitò a Crema il re Vittorio Emanuele II di Savoia; accolto verso le 10 del mattino a Porta Ombriano, si recò nell'allora palazzo Bondenti Porta Puglia dove gli fu reso omaggio dal vescovo, dalle autorità municipali, una delegazione di ufficiale della Guardia nazionale e da numerosi cittadini; alle 14 lasciò il palazzo per recarsi in Duomo.
L'evento è ricordato da una lapide

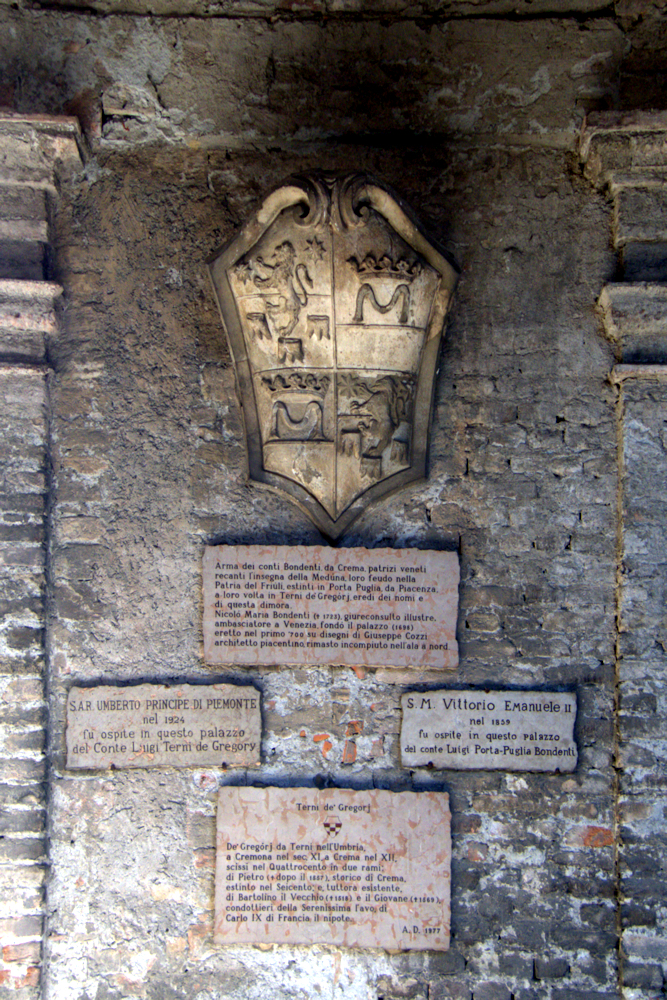
Le targhe commemorative

Il 17 maggio 1924 vi fu ospite il principe Umberto II di Savoia, accolto dal capitano di fregata conte Luigi Terni de' Gregorj; l'erede al trono era giunto a Crema per inaugurare il monumento ai Caduti cremaschi della Grande Guerra, in piazza Trento e Trieste, donato dal generale Fortunato Marazzi quale ricordo del figlio Ottaviano. Anche questa visita è ricordata da una lapide:

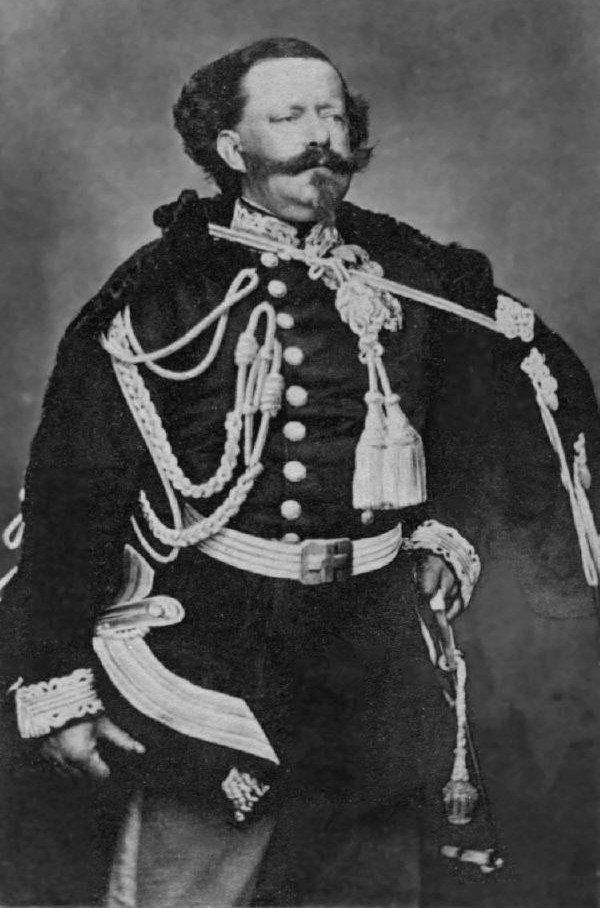
Vittorio Emanuele II di Savoia.
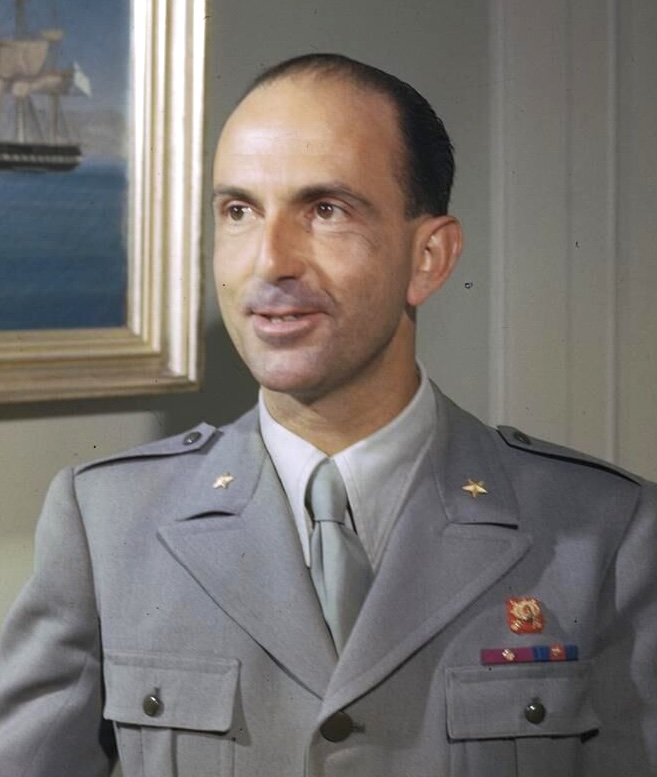
Umberto II di Savoia.

### Altre targhe

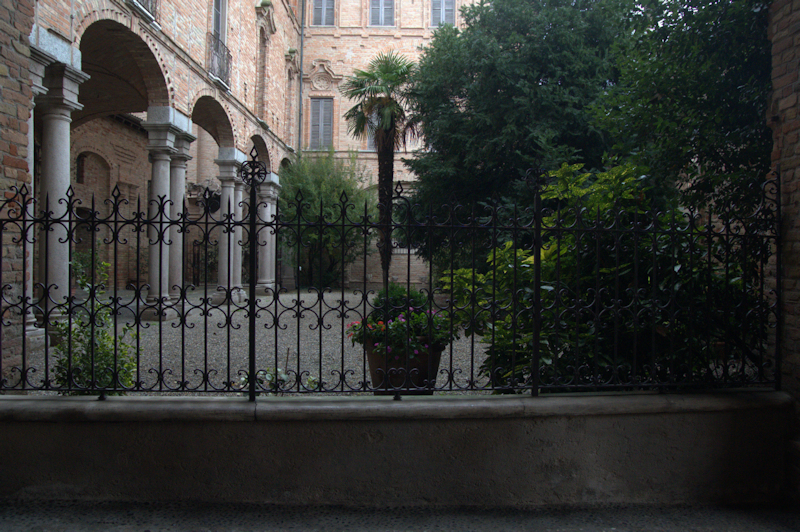
Il cortile

Uno scudo araldico è accompagnato da una scritta che riassume le vicende del palazzo:
Un'altra targa, murata nel 1977 riassume per sommi capi la lunga storia della famiglia Terni:
Infine, un'epigrafe fu appesa nel 1981 a vent'anni dalla scomparsa della contessa Winifred (Ginevra) Terni de' Gregorj Taylor, filantropa, letterata e profonda appassionata della storia locale cremasca. La stessa lapide ricorda il marito conte Luigi, la madre Elisabeth Mary Walcot, il padre Edward Francis Taylor e l'ava materna Eliz Jane Sinckler (o Sinclair).

## Esponenti della famiglia Terni de' Gregorj
Tra i membri della famiglia Terni che dimorarono nella dimora segnaliamo coloro che si distinsero in alcuni ambiti.
- Conte Sforza (1848-1920), laureato in giurisprudenza, cavaliere ufficiale della Corona d'Italia, fu consigliere e vicesegretario della Provincia di Cremona[7]; ricoprì la carica di sindaco di Crema tra il 1910 ed il 1914[11].
- Conte Luigi (1876-1927), figlio del conte Sforza, seguì la carriera militare giungendo fino al grado di capitano di fregata della Regia Marina.
- Contessa Winifred (Ginevra) Terni de' Gregorj Taylor (1879-1961), consorte di Luigi, letterata, profonda cultrice, benefattrice. Le è stata dedicata la piazza davanti al Museo civico di Crema e del Cremasco (di fronte al palazzo)[12].

## Caratteristiche

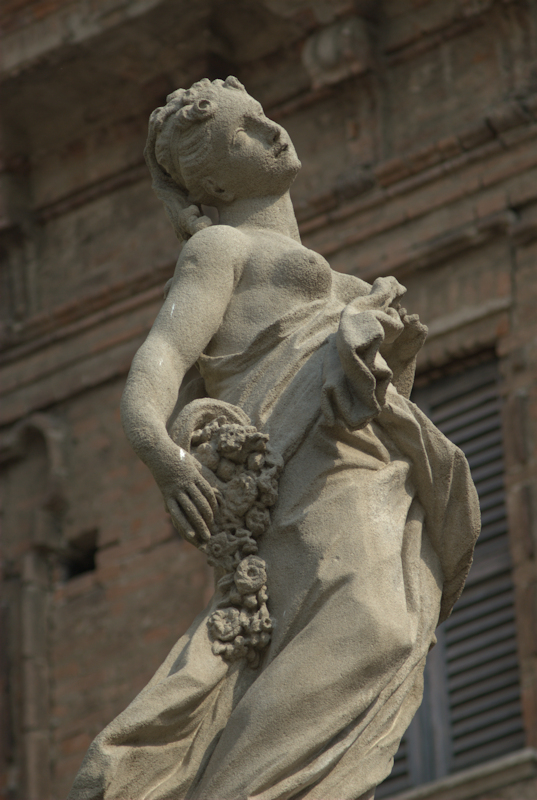
Una delle statue collocate sul muro di cinta

Il palazzo si caratterizza per il rivestimento in cotto; ha una forma a "U" con tre corpi di fabbrica di cui quello di destra rimasto incompiuto; tra i tre corpi si sviluppa una piccola corte chiusa verso la via da un muro di cinta diviso in cinque settori da lesene ed aperture ellissoidali e timpani curvilineo o triangolare. In prossimità delle lesene vi sono collocate, sopra, quattro statue a tema allegorico: La Generosità, La Saggezza, La Prosperità ed Il Commercio (con riferimento all'attività dei Bondenti); la prima di sinistra à opera di Giovan Battista Dominone, le altre di Carlo Francesco Mellone, entrambi scultori anche del Duomo di Milano.

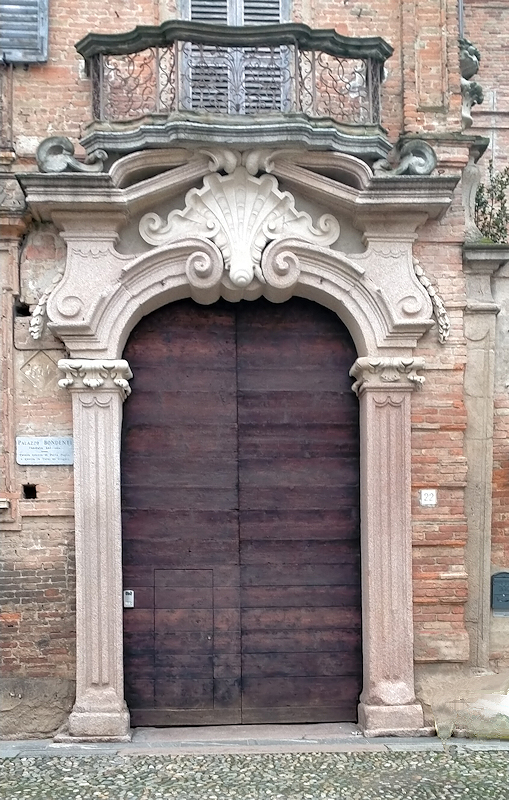
Uno dei due portali, quello che conduce all'ala abitata

Ai lati del muro di cinta si aprono i due portali affiancati da lesene che terminano con capitelli e foglie e sovrastati da un arco ribassato; solo sopra il portale di sinistra (quello dell'ala abitata) è posto un balcone con elaborata ringhiera in ferro battuto; oltre l'ingresso un profondo androne permette l'accesso ad un giardino; il portale di destra conduce ai locali che un tempo ospitavano le scuderie. 
L'edificio è diviso in tre piani divisi da marcapiani in cotto e le finestre presentano cornici in stile barocchetto di diverse forme, più semplici quelle dell'ultimo ordine destinate un tempo alla servitù.
Il cortile è porticato, diviso da colonne binate e con archi ribassati al centro del quale si apre lo scalone d'onore a quattro rampe che conduce ai piani superiori. Sotto il portico vi sono collocate le targhe delle visite di re Vittorio Emanuele II e del principe Umberto II di Savoia ed altre targhe celebrative. Vi è collocato anche un frammento di una pietra tombale, forse proveniente da una chiesa, sulla quale è citata la moglie di Pietro Terni, uno degli avi della famiglia, zio dell'omonimo Pietro autore di una famosa Historia di Crema:

Gli interni presentano dipinti di Bartolomeo Rusca (L''Apoteosi di Nicolò Bondenti) e Fra Galgario (Ritratto di Nicolò Bondenti), finte architetture dei fratelli Galliari, riquadri con le Scene della vita di Mosè di Giambettino Cignaroli. Vi sono anche stucchi di Pietro De' Giorgi, eseguiti nel 1728 mentre i soffitti di molte stanze sono a cassettoni ridipinti nel XVIII secolo.